# Vivian Arden

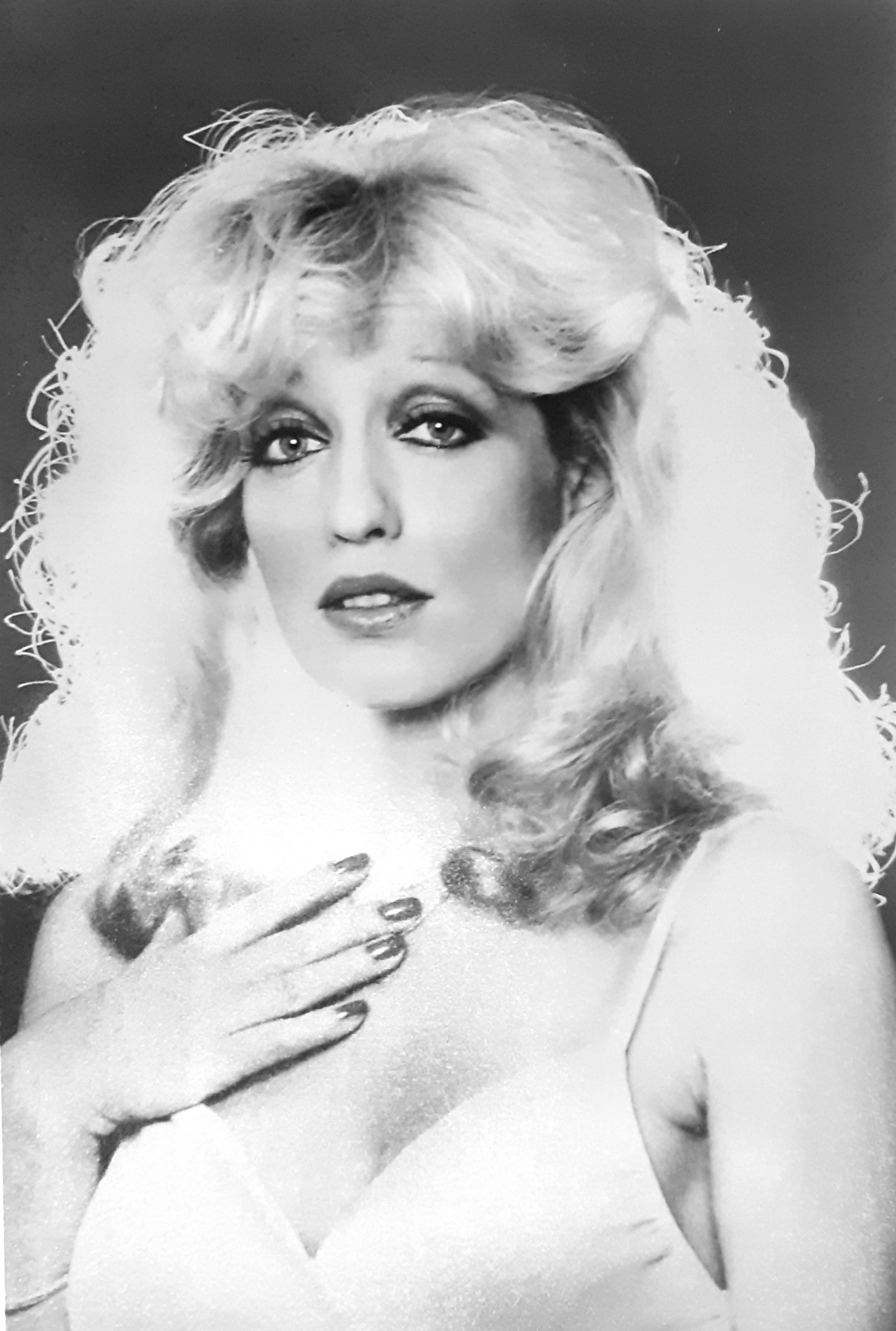
Vivian Arden 1980

Vivian Arden (* 2. Oktober 1946 in Hamburg), mit bürgerlichem Namen Renate Görres, geb. Berndt, ist eine ehemalige deutsche Sängerin und Schauspielerin.

## Leben und Wirken
Bekannt wurde sie als Bühnenschauspielerin Renate Görres in Engagements am Theater sowie 1978 als Vivian Arden anlässlich der Präsentation ihres Musiktitels Faisons l’amour in der ARD-Fernsehserie Musikladen.

### Ausbildung
Am Beginn ihrer Medienlaufbahn stand eine abgeschlossene Ausbildung zur Maskenbildnerin beim NDR-Fernsehen in Hamburg mit anschließender Tätigkeit als 1. Maskenbildnerin für Fernseh- und Filmproduktionen sowie in der Werbung von 1965 bis 1972.
Es folgte ein mit der Bühnenreifeprüfung abgeschlossenes Schauspielstudium am Hamburger Schauspielstudio Frese mit anschließenden Engagements beim Fernsehen, Film, am Theater und in der Werbung.

### Laufbahn
Während des dreijährigen Schauspielstudiums wurde sie bereits durch die Modellagenturen Model Team und Umbrella für Anzeigen-Werbung und TV-Spots eingesetzt.
Nach Abschluss des Schauspielstudiums spielte sie in TV-Serien und stellte 1978 als Vivian Arden und erste deutsche Künstlerin in der TV-Show ARD-Musikladen unter der Regie von Michael Leckebusch ihre Schallplatte Faisons l’amour vor, die unter Vertrag mit der Polydor entstand.

## Theater-Engagements
Unmittelbar danach folgten Bühnenengagements für Rollen in Komödien, Boulevard- und Musical-Inszenierungen beginnend an der Kleinen Komödie in Hamburg mit dem Stück Die Kaktusblüte von Pierre Barillet und Jean-Pierre Gredy in der Rolle " Der Frühling von Botticelli " unter der Regie von. Peter Ahrweiler. Anschließend folgte ein Engagement am selben Haus und unter derselben Regie für die Rolle der Tina in dem Schwank Zum Teufel mit dem Sex von  Anthony Marriott und Alistair Foot. Danach folgte ein weiteres Engagement an der Kleinen Komödie für das Lustspiel Sex bei Haggarthy von Imre Benesik, neuerlich unter der Regie von Peter Ahrweiler.
Im Anschluss daran wechselte Renate Görres im Juli 1981 an das Hamburger Piccolo Theater in die Rolle der Allyn Macy für die heitere Farce Champagner Komplex von Leslie Stevens. In der deutschen Übersetzung von Maria Teichs unter der Regie von Rolf Jahncke
Es folgte an derselben Bühne das Engagement für Bleiben Sie doch noch...! von Andre-Paul Antoine unter der Regie von Günter Putensen.
Im Juni 1982 übernahm Renate Görres im Hamburger Podium Theater die Rolle der Nana in der Musical-Inszenierung "Nanu Nana" unter der Regie von Birke Bruck.
Es folgte ein erneutes Engagement am Piccolo Theater in der Rolle der Lucienne in der Komödie Es muss ja nicht der erste sein von Gene Stone unter der Regie von Hans-John Runtzler.
Davor  spielte sie in der Komödie Der Amerikanische Traum von Edward Albee die Rolle der Mrs. Barker unter der Regie von Heinz Lieven am  Hamburger Piccolo Theater.
Da Renate Görres bereits seit 1968 eine abgeschlossene Ausbildung als Maskenbildnerin besaß, wechselte sie 1990 in die Beauty-Kosmetik-Industrie und kreierte ihre eigene Produktlinie für Hair-Styling und Pflege unter dem Label Renate Görres.
Im Jahr 2021 beendete sie alle öffentlichen Aktivitäten und zog sich ins Privatleben zurück.